# 山内氏睦
山内 氏睦（やまうち うじむつ）は、江戸時代後期の土佐藩の重臣。9代宿毛領主。

## 略歴
寛政4年（1792年）、8代宿毛領主・山内保氏の三男として宿毛にて誕生した。
享和2年（1802年）、保氏の死去により家督と知行6800石を相続し、宿毛9代領主となる。文化5年（1808年）、来航する異国船に備えて、海防のために砲台を築き大筒を設置する。
文化8年（1811年）、公務で江戸に下向途中に急死する。享年20。家督は弟の氏固が相続した。